# Heinrich Forer

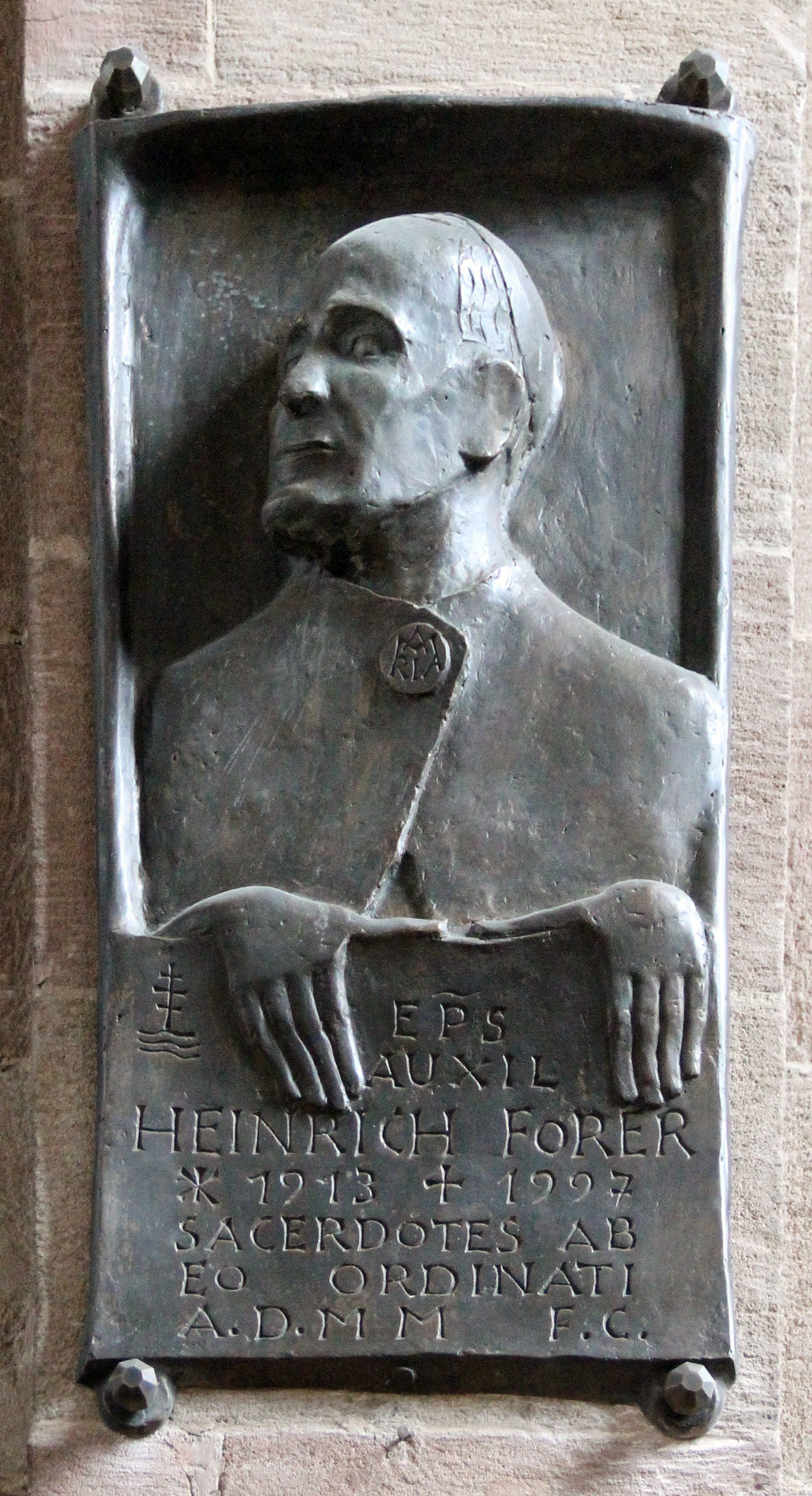
Gedenktafel in der Stadtpfarrkirche Maria Himmelfahrt in Bozen

Heinrich Forer (* 2. November 1913 in Mühlen in Taufers; † 5. Oktober 1997 in Bozen-Gries) war ein Südtiroler Priester und Weihbischof.

## Leben
Forer war der Sohn des Pfarrmesners Karl Forer und der Schwester des einstigen Diözesanadministrators von Brixen, Walburga Mutschlechner.
1933 beendete er die Oberschule am Vinzentinum mit Matura. Die Priesterweihe empfing er am 10. Juli 1938 in Taufers durch den Brixner Bischof Johannes Geisler. Später wurde er Kooperator in Franzensfeste, Stilfes, Cortina d’Ampezzo und Bruneck. 1947 war er der Sekretär der Katholischen Aktion und später auch Mitbegründer des KVW und dessen erster geistlicher Assistent. 1951 wurde er zum Dekan von Cortina d’Ampezzo und am 11. Februar desselben Jahres zum Titularbischof von Memphis und zum Weihbischof der Erzdiözese Trient ernannt. Die Bischofsweihe spendete ihm am 8. April Adeodato Giovanni Piazza in Cortina d’Ampezzo. Zum Weihbischof der Diözese Bozen-Brixen wurde er 1964. Vor seinem Tod wurde er noch vom Bischof Gargitter zum Bischofsvikar ernannt. Er nahm an allen vier Sessionen des Zweiten Vatikanischen Konzils teil.
In seinem Leben verfasste er auch Lieder, wie das Jagdhauslied und ein 130 Strophen umfassendes Jagdhausgedicht.